# ماسو آمادا
ماسو آمادا (انگلیسی: Masuo Amada; ۲۰ ژانویهٔ ۱۹۵۸ – ) بازیگر، و صداپیشه اهل ژاپن بود. وی از سال ۱۹۸۵ میلادی تاکنون مشغول فعالیت بوده‌است.